# Giro del Trentino 1997
Il Giro del Trentino 1997, ventunesima edizione della corsa, si svolse dal 28 aprile al 1º maggio su un percorso di 641 km ripartiti in 4 tappe, con partenza a Riva del Garda e arrivo a Lienz. Fu vinto dal francese Luc Leblanc della Team Polti davanti al russo Pavel Tonkov e all'italiano Leonardo Piepoli.

## Tappe
| Tappa  | Data      | Percorso                    | km  | Vincitore di tappa | Leader cl. generale |
| ------ | --------- | --------------------------- | --- | ------------------ | ------------------- |
| 1ª     | 28 aprile | Riva del Garda > Arco       | 174 | Gilberto Simoni    | Gilberto Simoni     |
| 2ª     | 29 aprile | Arco > Passo San Pellegrino | 160 | Luc Leblanc        | Luc Leblanc         |
| 3ª     | 30 aprile | Moena > Dobbiaco            | 170 | Davide Bramati     | Luc Leblanc         |
| 4ª     | 1º maggio | Lienz > Lienz               | 137 | Marco Velo         | Luc Leblanc         |
| Totale | Totale    | Totale                      | 641 |                    |                     |

## Dettagli delle tappe

### 1ª tappa
- 28 aprile: Riva del Garda > Arco – 174 km

| Pos. | Corridore        | Squadra   | Tempo    |
| ---- | ---------------- | --------- | -------- |
| 1    | Gilberto Simoni  | MG Boys   | 4h32'31" |
| 2    | Filippo Simeoni  | Asics-CGA | s.t.     |
| 3    | Philippe Gaumont | Cofidis   | a 3"     |

| Pos. | Corridore        | Squadra   | Tempo    |
| ---- | ---------------- | --------- | -------- |
| 1    | Gilberto Simoni  | MG Boys   | 4h32'26" |
| 2    | Filippo Simeoni  | Asics-CGA | a 2"     |
| 3    | Philippe Gaumont | Cofidis   | a 7"     |

### 2ª tappa
- 29 aprile: Arco > Passo San Pellegrino – 160 km

| Pos. | Corridore        | Squadra  | Tempo    |
| ---- | ---------------- | -------- | -------- |
| 1    | Luc Leblanc      | Polti    | 4h28'17" |
| 2    | Pavel Tonkov     | Mapei-GB | s.t.     |
| 3    | Leonardo Piepoli | Refin    | a 31"    |

| Pos. | Corridore        | Squadra  | Tempo    |
| ---- | ---------------- | -------- | -------- |
| 1    | Luc Leblanc      | Polti    | 9h00'16" |
| 2    | Pavel Tonkov     | Mapei-GB | a 7"     |
| 3    | Leonardo Piepoli | Refin    | a 40"    |

### 3ª tappa
- 30 aprile: Moena > Dobbiaco – 170 km

| Pos. | Corridore          | Squadra  | Tempo    |
| ---- | ------------------ | -------- | -------- |
| 1    | Davide Bramati     | Mapei-GB | 4h04'19" |
| 2    | Ján Svorada        | Mapei-GB | s.t.     |
| 3    | Maurizio Fondriest | Cofidis  | s.t.     |

| Pos. | Corridore        | Squadra  | Tempo     |
| ---- | ---------------- | -------- | --------- |
| 1    | Luc Leblanc      | Polti    | 13h05'05" |
| 2    | Pavel Tonkov     | Mapei-GB | a 7"      |
| 3    | Leonardo Piepoli | Refin    | a 40"     |

### 4ª tappa
- 1º maggio: Lienz > Lienz – 137 km

| Pos. | Corridore        | Squadra    | Tempo    |
| ---- | ---------------- | ---------- | -------- |
| 1    | Marco Velo       | Brescialat | 3h37'35" |
| 2    | Enrico Zaina     | Asics-CGA  | a 2"     |
| 3    | Leonardo Piepoli | Refin      | s.t.     |

| Pos. | Corridore        | Squadra  | Tempo     |
| ---- | ---------------- | -------- | --------- |
| 1    | Luc Leblanc      | Polti    | 16h42'12" |
| 2    | Pavel Tonkov     | Mapei-GB | a 7"      |
| 3    | Leonardo Piepoli | Refin    | a 39"     |

## Classifiche finali

### Classifica generale
| Pos. | Corridore        | Squadra          | Tempo     |
| ---- | ---------------- | ---------------- | --------- |
| 1    | Luc Leblanc      | Team Polti       | 16h42'12" |
| 2    | Pavel Tonkov     | Mapei-GB         | a 7"      |
| 3    | Leonardo Piepoli | Refin-Mobilvetta | a 39"     |
| 4    | Ivan Gotti       | Saeco            | a 41"     |
| 5    | Filippo Simeoni  | Asics-CGA        | a 53"     |